# Bauhaus-Galan 2018
Navigation
Édition précédente Édition suivante
Le Bauhaus-Galan 2018 est la 51e édition du Bauhaus-Galan qui a lieu le 10 juin 2018 au Stade olympique de Stockholm, en Suède. Il constitue la sixième étape de la Ligue de diamant 2018.

## Résultats

### Hommes
| Rang | Athlète                  | Temps        | Points |
| ---- | ------------------------ | ------------ | ------ |
| 1    | Ramil Guliyev            | 19 s 92      | 8      |
| 2    | Aaron Brown              | 20 s 07      | 7      |
| 3    | Luxolo Adams             | 20 s 36      | 6      |
| 4    | Ameer Webb               | 20 s 41      | 5      |
| 5    | Nethaneel Mitchell-Blake | 20 s 47      | 4      |
| 6    | Churandy Martina         | 20 s 82      | 3      |
| 7    | Henrik Larsson           | 20 s 85 (PB) | 2      |
| 8    | Steven Gardiner          | 23 s 35      | 1      |

| Rang | Athlète         | Temps                  | Points |
| ---- | --------------- | ---------------------- | ------ |
| 1    | Ferguson Rotich | 2 min 14 s 88 (WL, PB) | 8      |
| 2    | Sadik Mikhou    | 2 min 16 s 09 (PB)     | 7      |
| 3    | Jake Wightman   | 2 min 16 s 27          | 6      |
| 4    | Adam Kszczot    | 2 min 16 s 58          | 5      |
| 5    | Antoine Gakeme  | 2 min 16 s 85          | 4      |
| 6    | Kipyegon Bett   | 2 min 16 s 98          | 3      |
| 7    | Andrew Osagie   | 2 min 17 s 18          | 2      |
| 8    | Alfred Kipketer | 2 min 17 s 40          | 1      |

| Rang | Athlète        | Temps              | Points |
| ---- | -------------- | ------------------ | ------ |
| 1    | Selemon Barega | 13 min 4 s 05 (WL) | 8      |
| 2    | Birhanu Balew  | 13 min 4 s 25 (PB) | 7      |
| 3    | Abadi Hadis    | 13 min 6 s 76 (SB) | 6      |
| 4    | Mohammed Ahmed | 13 min 14 s 88     | 5      |
| 5    | Ben True       | 13 min 16 s 48     | 4      |
| 6    | Jacob Kiplimo  | 13 min 19 s 66     | 3      |
| 7    | Morhad Amdouni | 13 min 19 s 93     | 2      |
| 8    | Dawit Wolde    | 13 min 28 s 86     | 1      |

| Rang | Athlète            | Temps                     | Points |
| ---- | ------------------ | ------------------------- | ------ |
| 1    | Abderrahman Samba  | 47 s 41 (AR, DLR ,MR, PB) | 8      |
| 2    | Karsten Warholm    | 47 s 81 (NR, PB)          | 7      |
| 3    | Yasmani Copello    | 48 s 91                   | 6      |
| 4    | Mamadou Kassé Hann | 49 s 58                   | 5      |
| 5    | Jack Green         | 49 s 73                   | 4      |
| 6    | Sebastian Rodger   | 49 s 87                   | 3      |
| 7    | Rasmus Mägi        | 50 s 11                   | 2      |
| 8    | Isak Andersson     | 51 s 16                   | 1      |

| Rang | Athlète             | Marque | Points |
| ---- | ------------------- | ------ | ------ |
| 1    | Armand Duplantis    | 5,86 m | 8      |
| 2    | Sam Kendricks       | 5,81 m | 7      |
| 3    | Piotr Lisek         | 5,76 m | 6      |
| 4    | Paweł Wojciechowski | 5,76 m | 5      |
| 5    | Shawnacy Barber     | 5,66 m | 4      |
| 6    | Raphael Holzdeppe   | 5,66 m | 3      |
| 7    | Stanley Joseph      | 5,50 m | 2      |
| 8    | Huang Bokai         | 5,50 m | 1      |

| Rang | Athlète                 | Marque | Points |
| ---- | ----------------------- | ------ | ------ |
| 1    | Juan Miguel Echevarría  | 8,83 m | 8      |
| 2    | Jeff Henderson          | 8,39 m | 7      |
| 3    | Luvo Manyonga           | 8,25 m | 6      |
| 4    | Ruswahl Samaai          | 8,20 m | 5      |
| 5    | Thobias Nilsson Montler | 8,09 m | 4      |
| 6    | Miltiadis Tentoglou     | 8,05 m | 3      |
| 7    | Henry Frayne            | 8,04 m | 2      |
| 8    | Tyrone Smith            | 7,94 m | 1      |

| \| Rang \| Athlète \| Marque \| Points \| \| ---- \| -------------------- \| ------------------------ \| ------ \| \| 1 \| Fedrick Dacres \| 69,67 m (WL, MR, NR, PB) \| 8 \| \| 2 \| Andrius Gudžius \| 69,59 m (PB) \| 7 \| \| 3 \| Ehsan Hadadi \| 67,68 m \| 6 \| \| 4 \| Philip Milanov \| 66,51 m \| 5 \| \| 5 \| Lukas Weisshaidinger \| 66,25 m \| 4 \| \| 6 \| Daniel Ståhl \| 66,16 m \| 3 \| \| 7 \| Simon Pettersson \| 65,49 m \| 2 \| \| 8 \| Mason Finley \| 62,86 m \| 1 \| |                      |                          |        |
| Rang | Athlète              | Marque                   | Points |
| 1 | Fedrick Dacres       | 69,67 m (WL, MR, NR, PB) | 8      |
| 2 | Andrius Gudžius      | 69,59 m (PB)             | 7      |
| 3 | Ehsan Hadadi         | 67,68 m                  | 6      |
| 4 | Philip Milanov       | 66,51 m                  | 5      |
| 5 | Lukas Weisshaidinger | 66,25 m                  | 4      |
| 6 | Daniel Ståhl         | 66,16 m                  | 3      |
| 7 | Simon Pettersson     | 65,49 m                  | 2      |
| 8 | Mason Finley         | 62,86 m                  | 1      |

### Femmes
| Rang | Athlète                        | Temps   | Points |
| ---- | ------------------------------ | ------- | ------ |
| 1    | Dina Asher-Smith               | 10 s 93 | 8      |
| 2    | Murielle Ahouré                | 11 s 03 | 7      |
| 3    | Michelle-Lee Ahye              | 11 s 11 | 6      |
| 4    | Gina Lückenkemper              | 11 s 23 | 5      |
| 5    | Blessing Okagbare-Ighoteguonor | 11 s 29 | 4      |
| 6    | Carina Horn                    | 11 s 29 | 3      |
| 7    | Khalifa St. Fort               | 11 s 35 | 2      |
| 8    | Iréne Ekelund                  | 11 s 77 | 1      |

| Rang | Athlète                | Temps           | Points |
| ---- | ---------------------- | --------------- | ------ |
| 1    | Salwa Eid Naser        | 49 s 84 (NR,PB) | 8      |
| 2    | Phyllis Francis        | 50 s 07 (SB)    | 7      |
| 3    | Jessica Beard          | 50 s 55         | 6      |
| 4    | Shamier Little         | 50 s 82         | 5      |
| 5    | Jaide Stepter          | 50 s 99         | 4      |
| 6    | Courtney Okolo         | 51 s 28         | 3      |
| 7    | Justyna Święty-Ersetic | 51 s 34         | 2      |
| 8    | Moa Hjelmer            | 53 s 47         | 1      |

| Rang | Athlète          | Temps                 | Points |
| ---- | ---------------- | --------------------- | ------ |
| 1    | Gudaf Tsegay     | 3 min 57 s 64 (MR,PB) | 8      |
| 2    | Laura Muir       | 3 min 58 s 53 (SB)    | 7      |
| 3    | Rababe Arafi     | 4 min 0 s 28          | 6      |
| 4    | Jennifer Simpson | 4 min 0 s 34          | 5      |
| 5    | Nelly Jepkosgei  | 4 min 1 s 95          | 4      |
| 6    | Meraf Bahta      | 4 min 2 s 31          | 3      |
| 7    | Besu Sado        | 4 min 2 s 81          | 2      |
| 8    | Linden Hall      | 4 min 2 s 89          | 1      |

| Rang | Athlète            | Temps           | Points |
| ---- | ------------------ | --------------- | ------ |
| 1    | Brianna McNeal     | 12 s 38 (WL,MR) | 8      |
| 2    | Danielle Williams  | 12 s 48 (PB)    | 7      |
| 3    | Alina Talay        | 12 s 55         | 6      |
| 4    | Nadine Visser      | 12 s 71 (NR)    | 5      |
| 5    | Christina Manning  | 12 s 75         | 4      |
| 6    | Dawn Harper-Nelson | 12 s 80         | 3      |
| 7    | Isabelle Pedersen  | 12 s 82         | 2      |
| 8    | Elin Westerlund    | 13 s 29         | 1      |

| Rang | Athlète           | Marque       | Points |
| ---- | ----------------- | ------------ | ------ |
| 1    | Mariya Lasitskene | 2,00 m       | 8      |
| 2    | Mirela Demireva   | 2,00 m (PB)  | 7      |
| 3    | Erika Kinsey      | 1,94 m (=SB) | 6      |
| 4    | Yuliya Levchenko  | 1,94 m       | 5      |
| 5    | Alessia Trost     | 1,90 m       | 4      |
| 6    | Sofie Skoog       | 1,90 m       | 3      |
| 6    | Levern Spencer    | 1,90 m       | 3      |
| 8    | Morgan Lake       | 1,90 m       | 1      |

| Rang | Athlète            | Marque      | Points |
| ---- | ------------------ | ----------- | ------ |
| 1    | Lorraine Ugen      | 6,85 m (SB) | 8      |
| 2    | Malaika Mihambo    | 6,85 m      | 7      |
| 3    | Christabel Nettey  | 6,83 m      | 6      |
| 4    | Ivana Španović     | 6,81 m      | 5      |
| 5    | Shakeelah Saunders | 6,72 m      | 4      |
| 6    | Quanesha Burks     | 6,59 m      | 3      |
| 7    | Sosthene Moguenara | 6,58 m      | 2      |
| 8    | Erica Jarder       | 6,53 m      | 1      |

## Légende
Records et Performances
- AR : Record continental (area record)
- CR : Record des championnats (championship record)
- MR : Record du meeting (meet record)
- NR : Record national (national record)
- OR : Record olympique (olympic record)
- PR : Record paralympique (paralympic record)
- PB : Record personnel (personal best)
- SB : Meilleure performance personnelle de la saison (season's best)
- WL : Meilleure performance mondiale de l'année (world leader)
- WJR : Record du monde junior (world junior record)
- WR : Record du monde (world record)

Circonstances et Conditions
- DNF : N'a pas terminé (did not finish)
- DNS : N'a pas pris le départ (did not start)
- DQ : Disqualification (disqualification)
- NM : Aucun essai valable enregistré (No Mark)
- Q : Qualifié « directement » au prochain tour (ou à la prochaine compétition), lors d'une compétition majeure, grâce au classement ou à la réalisation des minima (automatic qualifier)
- q : Qualifié au prochain tour (ou à la prochaine compétition), lors d'une compétition majeure, grâce au repêchage ou à la réalisation de l'une des meilleures performances parmi celles des « non qualifiés directement » (grâce au meilleur temps ou à la meilleure distance par exemple) (secondary qualifier)